# Тамбовский пехотный полк
Тамбовский пехотный полк — пехотная часть русской армии, существовавшая в 1763-1833 годах.

## История
Сформирован 13 октября 1763 года из однодворцев Тамбовский пеший полк двухбатальонного состава. 11 января 1765 года полку были назначены 4 знамени (по 2 на батальон), который в полк не поступали.
19 января 1769 года переименован в Тамбовский пехотный полк. 11 ноября 1780 года пожалованы 4 знамени(по 2 на батальон).
29 ноября 1796 года переименован в Тамбовский мушкетёрский полк. 30 июля 1797 года пожалованы 10 знамён (по числу рот).
31 октября 1798 года назван по шефу Мушкетёрским генерал-лейтенанта Ферстера. 16 июля 1799 года пожалован Гренадерский бой (за отличие в Итальянской компании), впоследствии — поход за военное отличие.
29 марта 1801 года переименован в Тамбовский мушкетёрский полк. 21 марта 1802 года в полку оставлено 6 знамён(по 2 на батальон), остальные сданы в арсенал. 30 апреля того же года приведён в трёхбатальонный состав. 24 июля 1806 года 2-й и 3-й батальоны отделены на формирование двух егерских полков, взамен сформированы новые. 13 июня 1810 года пожалованы 2 серебряные (позднее считавшиеся георгиевскими) трубы с надписью: «За отличие при взятии крепости Базарджика 22 Мая 1810 года».
22 февраля 1811 года переименован в Тамбовский пехотный полк. 19 ноября 1811 для полка в Конотопском рекрутском депо сформирован резервный батальон (упразднён 8 августа 1814). 25 апреля 1815 года батальонам полка пожалованы георгиевские знамёна с надписью: «В воздаяние отличных подвигов, оказанных в сражениях 1814 года: Января 17-го дня — при Бриен-Ле-Шато и 20-го — при селении Ла-Ротиер». 26 марта 1824 года 2-й батальон полка назван 3-м батальоном, а 3-й стал 2-м батальоном. 6 Апреля 1830 года батальонам полка пожалованы знаки на кивера с надписью «За отличие» (за храбрость, оказанную в войне с Турциею 1828 и 1829 годов).
28 января 1833 года полк присоединён к Архангелогородскому полку, составив его 3-й и 4-й действующие и 6-й резервный батальоны.

## Участие в кампаниях
- Русско-турецкая война 1768-1774
- Русско-турецкая война 1787-1792
- Русско-польская война (1792)
- Швейцарский поход Суворова
- Русско-турецкая война 1806—1812
- Отечественная война 1812 года
- Заграничные походы 1813 и 1814 гг.
- Русско-турецкая война 1828—1829

## Шефы полка
- 03.12.1796-04.06.1797 — генерал-лейтенант князь Любомирский, Михаил Станиславович
- 04.06.1797-24.01.1803 — генерал-майор (с 22.01.1799 генерал-лейтенант) Ферстер, Иван Иванович
- 17.02.1803-29.09.1809 — генерал-лейтенант князь Горчаков, Андрей Иванович
- 02.10.1809-25.09.1810 — генерал-адмирал князь Долгорукий, Василий Юрьевич
- 19.12.1810-12.05.1813 — генерал-майор Башилов, Александр Александрович

## Командиры полка
- В 1794 году командиром был полковник Деев, Михаил Иванович
- 16.08.1798-20.08.1798 — полковник Берг, Григорий Максимович
- 15.10.1798-07.02.1806 — майор (с 06.05.1799 подполковник, с 11.09.1800 полковник) Зальцер
- 28.05.1806-03.12.1806 — полковник Корнилов 1-й
- 03.12.1806-02.06.1809 — полковник Башилов, Александр Александрович
- 26.01.1812-28.04.1813 — подполковник Соколов, Алексей Григорьевич
- 20.08.1813-30.08.1814 — подполковник барон Зигрот, Карл Карлович
- 30.08.1814-12.12.1819 — полковник барон Розен, Роман Фёдорович
- 17.12.1819-17.04.1822 — полковник барон Таубе, Максим Максимович
- 17.04.1822-05.10.1829 — подполковник (с 22.05.1828 полковник) Желтовский